# Burgelitz
Burgelitz ist ein Ortsteil von Wangen im Allgäu.
Burgelitz wurde erstmals als eigenständiger Ort im 14. Jahrhundert erwähnt. Der Ort war der Sitz des Geschlechts der Burgolds aus St. Gallen. 1417 wird Johannes Humpiß genannt, der den Burgstall Burgholz von St. Gallen zu Lehen erhielt. Der heutige Hammerweiher hieß zur damaligen Zeit noch Burgholzweiher. 1456 kam der Ort durch den Verkauf des Geschlechtes derer von Brandenburg in Mittelbiberach an die Stadt Wangen.
Burgelitz umfasst heute ca. 30 Häuser und Gebäude, welche rund um den Hammerweiher angeordnet sind. Der Name Hammerweiher leitet sich von der ehemaligen Hammerschmiede ab. Der Hammerweiher hat als Hauptzufluss den Oflingser Bach.
Burgelitz gehört zur Kernstadt Wangen im Allgäu (siehe Liste der Orte in der Stadt Wangen im Allgäu).